# بیماری ریه الکلی
بیماری ریه الکلی، به زبان انگلیسی Alcoholic Lung Disease بیماری ریوی است که در اثر مصرف زیاد الکل ایجاد می‌شود. اصطلاح «بیماری ریه الکلی» یک تشخیص پزشکی مورد قبول عام نیست و «ارتباط بین سوء مصرف الکل و آسیب حاد ریه، حتی توسط محققان ریه نیز عموماً شناخته‌نشده‌است».
نوشیدن طولانی‌مدت الکل، عملکردهای سلول‌های حیاتی متعددی را در ریه مختل می‌کند. این اختلالات سلولی منجر به افزایش آسیب‌پذیری نسبت به عوارض جدی ناشی از بیماری‌های ریوی می‌شود که از قبل وجود داشته‌اند. تحقیقات اخیر بیماری ریه الکلی را قابل مقایسه با بیماری کبدی در مرگ و میر ناشی از الکل عنوان می‌کند. افراد الکلی بیشتر در معرض ابتلا به سندرم زجر حاد تنفسی (ARDS) هستند و در مقایسه با غیر الکلی‌ها میزان مرگ و میر بیشتری ناشی از ARDS را تجربه می‌کنند.
الکلیسم می‌تواند پس از وارد آمدن ضربهٔ شدید به ریه یا دستگاه تنفس، ریه را مستعد ابتلا به عفونت کند. این موضوع باعث افزایش خطر آسپیراسیون ریوی شیره معده، خطر رشد میکروب‌ها از قسمت فوقانی گلو، خطر کاهش پاکسازیباکتریای‌های بیماری‌زا توسط مخاط و خطر ایجاد اختلال در قوهٔ دفاع ریوی می‌شود. این افزایش تجمع ارگانیسم‌های بیماری‌زا، همراه با اثرات مسمومیت حاد الکل به همراه کاهش رفلکس حلقی و سرفه، منجر به ذات‌الریه شدید و مکرر ناشی از باکتری‌های گرم- منفی می‌شود. نقص در عملکرد ساز و کارهای پاکسازی مجاری هوایی فوقانی در بیماران الکلی کاملاً شناخته شده‌است.

## علت
ذات‌الریه نوعی عفونت حاد تنفسی است که بر پارانشیم ریه و اکسیژن‌رسانی تأثیر می‌گذارد. چنانچه بیمار مبتلا به ذات‌الریه فردی الکلی و ملزم به بستری در بخش مراقبت‌های ویژه (ICU) باشد، احتمال مرگ او از ۵۰٪ فراتر می‌رود. طبق Kershaw ,C ۲۰۰۸ صفحه ۱، «در سال ۲۰۰۱، ذات الریه ششمین علت شایع مرگ و میر در ایالات متحده بود».
اعتیاد به الکل میزان مرگ و میر ناشی از ذات‌الریه را به دلیل لکوپنی، یعنی کاهش تعداد گلبول‌های سفید خون که خود منجر به عفونت وخیم‌تری می‌شود، افزایش می‌دهد؛ زیرا گلبول‌های سفید خون به مبارزه با عفونت باکتریایی کمک می‌کنند، بنا بر این تعداد کمتر آنها منجر به واکنش ایمنی کمتری می‌شود. الکلی‌ها در معرض خطر ابتلا به عفونت با باکتری‌های گرم-منفی یا انتشار باکتری در خون هستند.

## سازوکار
ساز و کارهای بیماری ریه الکلی عبارتند از:
- متابولیسم الکل باعث کاهش سطح آنتی‌اکسیدان گلوتاتیون در ریه‌ها می‌شود.[۴]
- آسیب اکسایشی به سلول‌ها توانایی ریه‌ها در حذف مایعات را مختل می‌کند.
- آسیب اکسایشی به سلولها پاسخ ایمنی را کاهش می‌دهد.
- آسیب اکسایشی به سلولها منجر به کاهش توانایی بهبودی از آسیب می‌شود.

این تغییرات شیمیایی اثرات منفی مکانیکی و میکروبی اعتیاد به الکل را بر روی دستگاه تنفس تجمیع می‌کند. این موارد شامل اختلال در عملکرد رفلکس حلقی و مژکی و احتمال رشد باکتری‌های پنوموکوک در دستگاه تنفسی فوقانی است.

## تشخیص

### تشخیص‌های افتراقی
اگرچه آسیب ریه در اثر مصرف همزمان سیگار و مواد مخدر، اغلب از بیماری ریه الکلی قابل تشخیص نیست، اما در نظر گرفتن بیماری الکلی ریه به عنوان یک سندرم مستقل، توسط برخی نظریه‌ها پشتیبانی می‌شود. طی دهه گذشته، شواهد حاصل از مطالعات نشان می‌دهد که مصرف خطرناک الکل به تنهایی می‌تواند خطر سندرم زجر حاد تنفسی را تا چهار برابر افزایش دهد.

## همچنین ببینید
- واکنشهای تنفسی ناشی از الکل